# TL Bem 4/6
Ne doit pas être confondu avec TL Be 4/6.
Pour un article plus général, voir Ligne M1 du métro de Lausanne.
Les automotrices Bem 4/6 nos 201 à 217 sont des automotrices bimodes légères de la compagnie des transports publics de la région lausannoise, utilisées exclusivement sur la ligne M1 du métro de Lausanne.

## Description

### Historique
Les douze premières automotrices numérotées 201 à 212 sont fabriquées entre 1988 et 1991 par le consortium de constructeurs suisses des Ateliers de constructions mécaniques de Vevey et ABB,
Ces automotrices légères ont été construites pour l'exploitation de la ligne de métro léger reliant la gare de Lausanne-Flon à celle de Renens. L'ouverture de la ligne était prévue à l'origine pour l'automne 1990. Or, à cause de divers retards pendant les travaux, cette ouverture a été reportée au printemps 1991. Leur design est l'oeuvre d'Antoine Cahen, designer phare de la marque Nespresso.
Néanmoins, les premières automotrices ont été livrées pour l'automne 1990. La construction de ces automotrices a commencé en 1989. La Bem 4/6 558 201-0 a été la première à subir une série de tests à Villeneuve dès novembre 1989 avant d'effectuer dès le 16 mars 1990 des essais sur la ligne Orbe – Chavornay, seule autre ligne à voie normale à être alimentée sous une tension continue de 700 V à courant continu proche des 750 V utilisée sur la ligne Lausanne-Flon – Renens.
La première course officielle a lieu le 20 avril 1990 avec l'automotrice no 202 en traction thermique de la gare de Renens jusqu'à la Bourdonnette et la première mise sous tension de la ligne de contact a lieu le 16 juillet 1990 sur le même tronçon de la ligne.
En 1994, la compagnie passe à une numérotation à 7 chiffres telle qu'elle est utilisée par les CFF.
Les douze premières automotrices no 201 à 212 sont livrées entre 1990 et 1991 et les cinq dernières automotrices no 213 à 217 sont livrées en 1995.
Jusqu'aux années 2000 environ, les rames n'avaient pas la livrée TL actuelle : elles étaient peintes en bleu sous le pare-brise et les panneaux de carrosserie situés entre les portes situées aux extrémités et les vitres latérales du poste de conduite, le reste était entièrement blanc ; les rames arboraient un logo TSOL sous le pare-brise et leur numéro de parc.
En 2012 commence, les automotrices subissent une opération de mi-vie. Quelques modifications majeures y sont apportées : les portes pneumatiques sont remplacées par des portes électriques ; l'accessibilité aux personnes à mobilité réduite est accrue ; la cabine de pilotage améliorée. La rame Bem 4/6 558 207-07 est un véhicule pilote portant ces améliorations. Elle a été homologuée le 5 avril 2012 et circule depuis le 11 avril 2012. Les 16 autres automotrices sont améliorées progressivement jusqu'en 2016.
Cinq nouvelles rames vont rejoindre le parc existant d'ici 2015. Elles sont construites dans les ateliers de Bombardier à Villeneuve en collaboration avec les équipes du MOB. Le 15 novembre 2012, la première caisse des cinq nouvelles automotrices Be 4/6 est livrée en kit aux ateliers de la Borde des TL à Lausanne où elle sera assemblée en rame. Lorsque ces dernières seront opérationnelles, d'ici 2015, la capacité sera augmentée de 25 % grâce à une circulation en unité multiple de dix compositions doubles circulant à la cadence de 5 minutes,. Les coûts sont estimés à 34 millions de francs.

### Véhicules similaires
D'autres automotrices légères de la même famille existent ou ont existé. En Suisse, les CFF Bem 550 furent en service sur la ligne Rhône Express Régional du canton de Genève, gérée par les TPG en partenariat avec les CFF, de 1994 à 2014. À la différence de Bem 4/6 des TL, elles étaient adaptées pour les quais CFF d'une hauteur de 55 cm.
D'autres se trouvent en Allemagne et sont notamment en service sur les métros de Köln, Bonn, Essen et Mülheim. Ce sont respectivement les 170 B, 80S et B100S. À la différence des Bem 4/6 du M1, elles sont pourvues de moteurs Siemens de 470 kW avec une commande à contacteurs à cames. Il y a aussi les 97 B et 80C des métros de Düsseldorf, Köln et Dortmund qui ont une motorisation BBC, aussi de 470 kW mais commandé par hacheurs.
Enfin, pour l'Allemagne, dans la même famille, on trouve encore les 183 B et 80D des métros de Düsseldorf, Köln et Bochum avec hacheur et moteurs triphasés BBC d'une puissance de 440 kW.

## Technique
Ces dix-sept automotrices sont pourvues d'un double système de propulsion. En effet, leur dénomination Bem 4/6 signifie : Rame automotrice de seconde classe (B) à traction électrique (e) et thermique (m) avec 4 essieux moteurs sur 6 au total (4/6). C'est en principe la traction électrique qui est utilisée et la traction thermique sert en cas de dérangement à la ligne de contact. Cette dernière est assurée grâce à un groupe de marche autonome (GMA) diesel-électrique. Les moteurs thermiques ont principalement été utilisés au début de l'exploitation lorsque la ligne de contact n'était pas encore posée, soit en 1990 et 1991. Au maximum de sa charge, un de ces véhicules peut accélérer jusqu'à 1,1 m/s2 et décélérer jusqu'à 1,3 m/s2 ; le freinage d'urgence fait subir une accélération de −2,3 m/s2. Elles sont pourvues d'un plancher haut à 95 cm. Les quais de toutes les stations y sont adaptés.

### Motorisation
Cette section présente les différentes topologies du contrôle des automotrices légères Bem 4/6 lorsqu'elles fonctionnent en mode électrique. Les schémas sont issus de la fiche 8.11.3 de ALLE95 et représentent la situation pour un moteur. Les hacheurs fonctionnent à une fréquence relativement basse de 500 Hz ce qui rend les commutations audibles depuis le compartiment des voyageurs.

#### Traction

Schéma électrique en mode traction

En traction, la source arrive depuis la ligne de contact LC, sous une tension de 750 V à courant continu. Le filtre passe-bas composé de l'inductance L1 et du condensateur C1 lisse le courant. Le condensateur C1 est capable de répondre aux appels de courants brusques et l'inductance empêche le bruit de passer (Bobine d'arrêt). Puis, tout le courant passe au travers de D4. Une partie est utilisée pour créer l'excitation du moteur grâce à la bobine L2, qui permet de contrôler la vitesse. Le reste alimente le moteur M1, qui peut être protégé en cas de défaut grâce au contacteur I1. D3 est la diode de roue libre du circuit d'excitation et D5 est la diode de roue libre de l'induit. Q1 est le hacheur pour la traction. En réglant l'angle de retard à l'allumage on peut ainsi contrôler le couple. Le retour se fait par les rails R.

#### Freinage à récupération

Schéma électrique en mode freinage à récupération

Lorsqu'une automotrice freine, il est possible de ré-injecter le courant sur la ligne de contact. Cela permet de soutirer moins de courant des sous-stations de la lignes. Naturellement, une automotrice ne peut ré-injecter du courant qu'à la condition qu'un autre véhicule présent sur la ligne puisse le consommer au même instant. Ainsi, s'il n'y a qu'un seul métro circulant sur la ligne, cette opération n'est pas possible et c'est alors le freinage rhéostatique décrit ci-dessous qui est employé.
En mode freinage à récupération, la diode D1 empêche que le courant produit par M1 ne soit injecté sur les rails. Le courant passe au travers de la diode de roue libre D3 et de la résistance R1. Le hacheur Q2 permet de régler l'importance du freinage. D2 est bloquée et l'excitation fonctionne comme en traction grâce à la bobine L2.

#### Freinage rhéostatique

Schéma électrique en mode freinage rhéostatique

Le freinage rhéostatique est un freinage dit à perte car l'énergie mécanique transformée par le moteur M1 en énergie électrique lors d'un freinage est entièrement transformée en chaleur dans les résistances R1 et R2. En effet, lorsque les conditions évoquées dans la section Freinage à récupération ne permettent pas de récupérer cette énergie, il faut alors la détruire en la transformant en chaleur. Le schéma est identique au précédent à la différence que le courant ne repart pas dans la ligne de contact LC après avoir traversé R1, mais part dans R2. Il y a un second hacheur Q3 qui permet de contrôler le courant qui doit s'écouler dans ces deux résistances.

## Galerie de photos

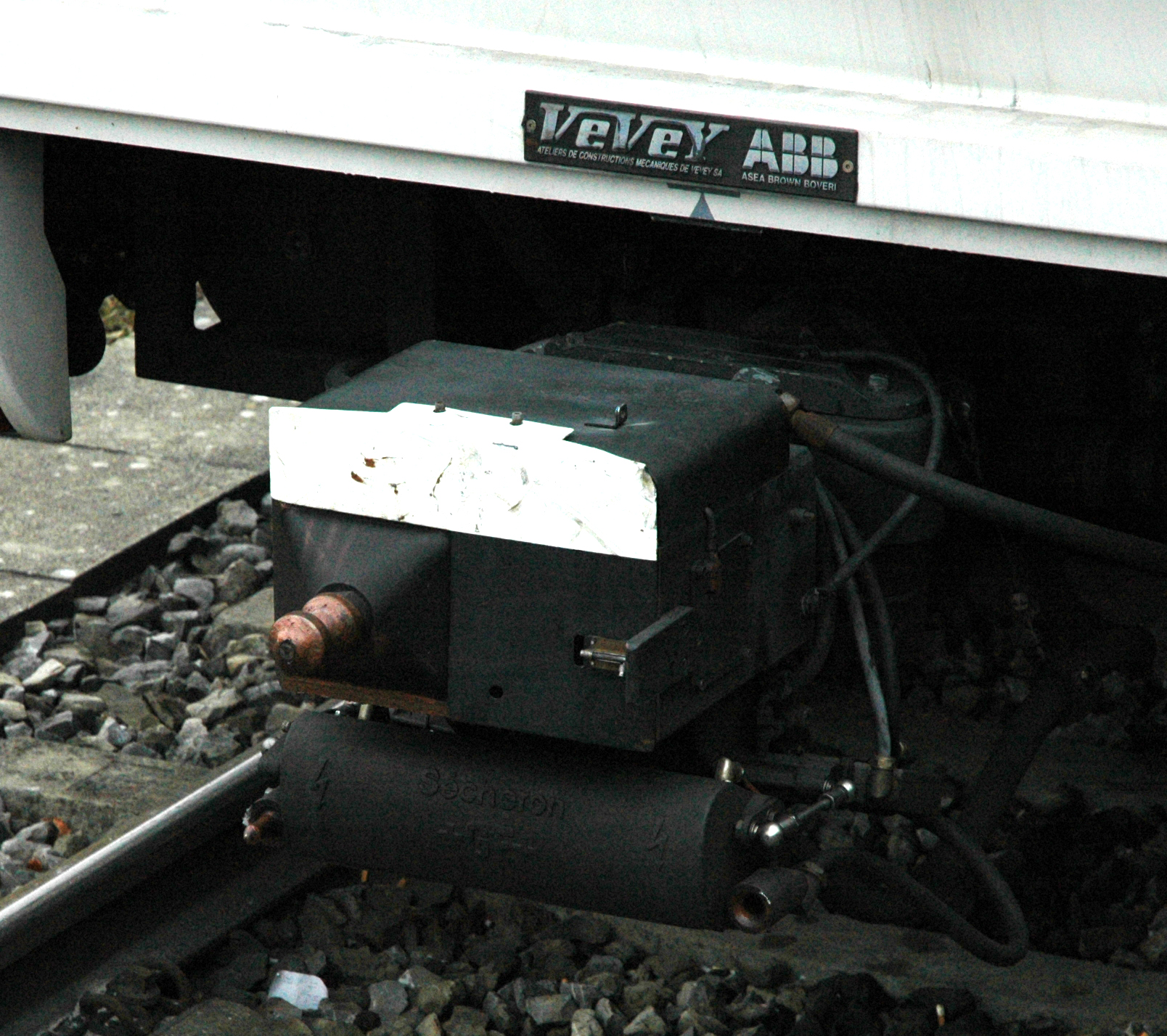
Attelage des automotrices Bem 4/6.
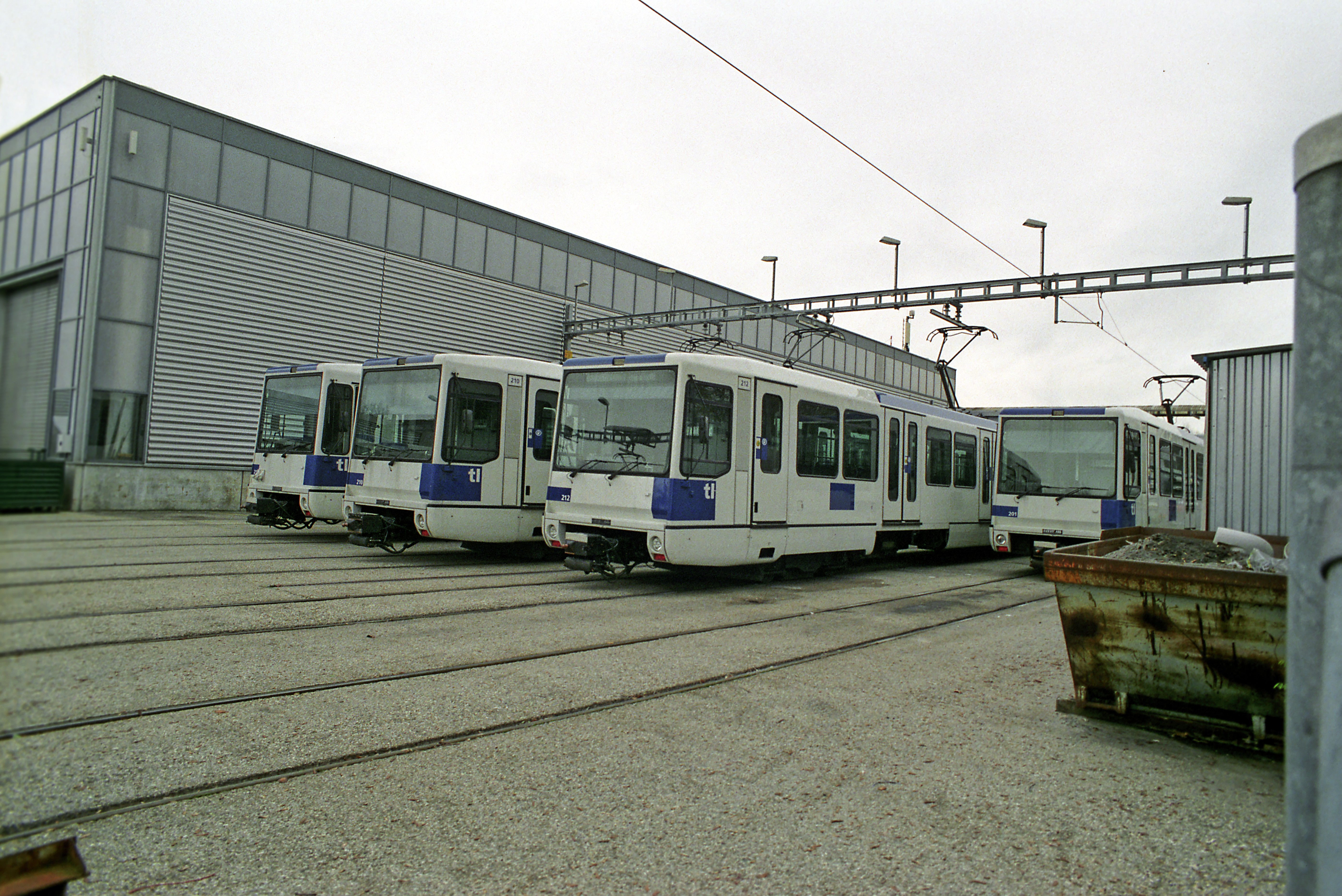
TL Bem 4/6 garées au dépôt de l'EPFL.
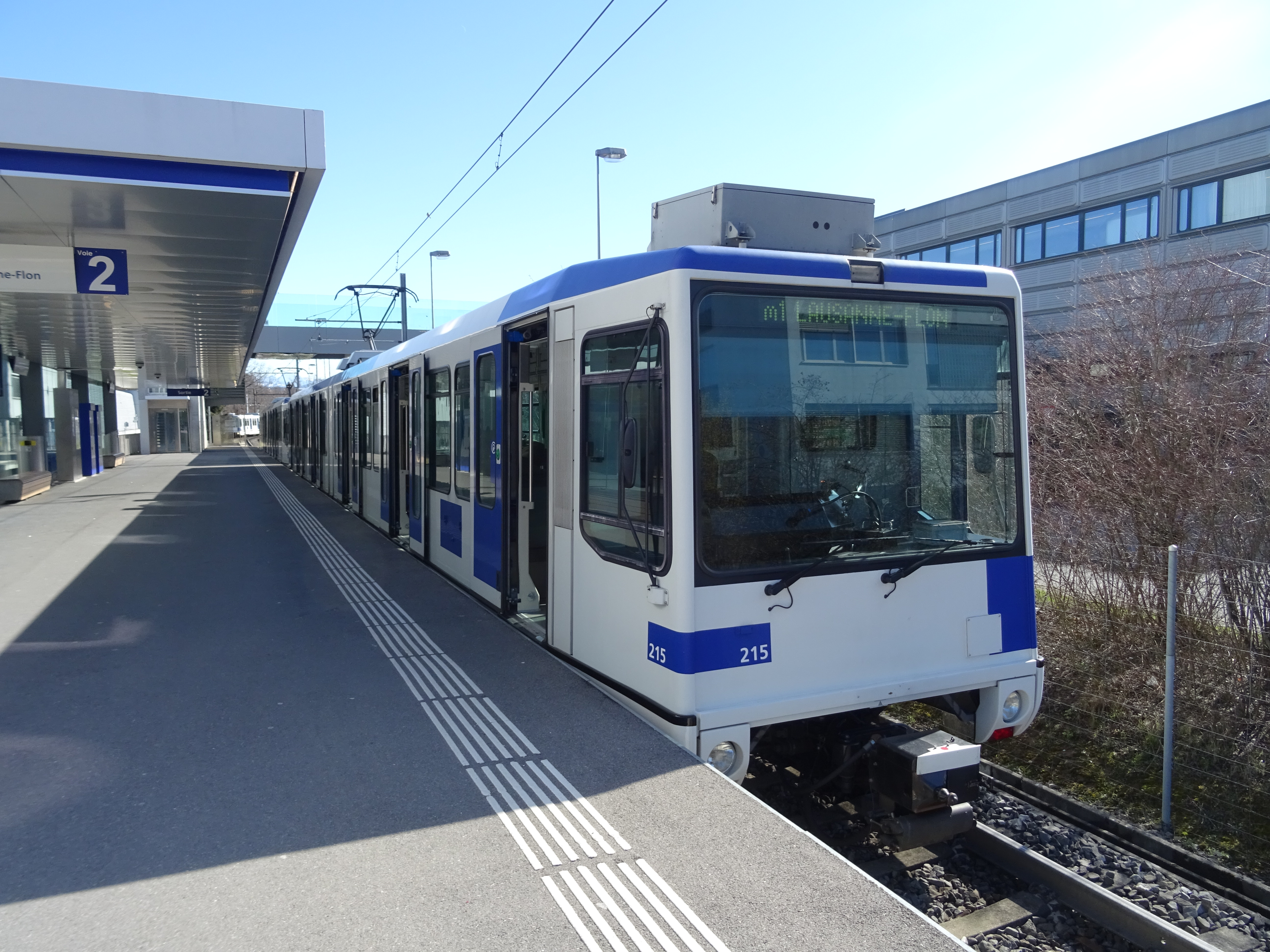
TL Bem 4/6 no 215 à quai à la station de l'EPFL.
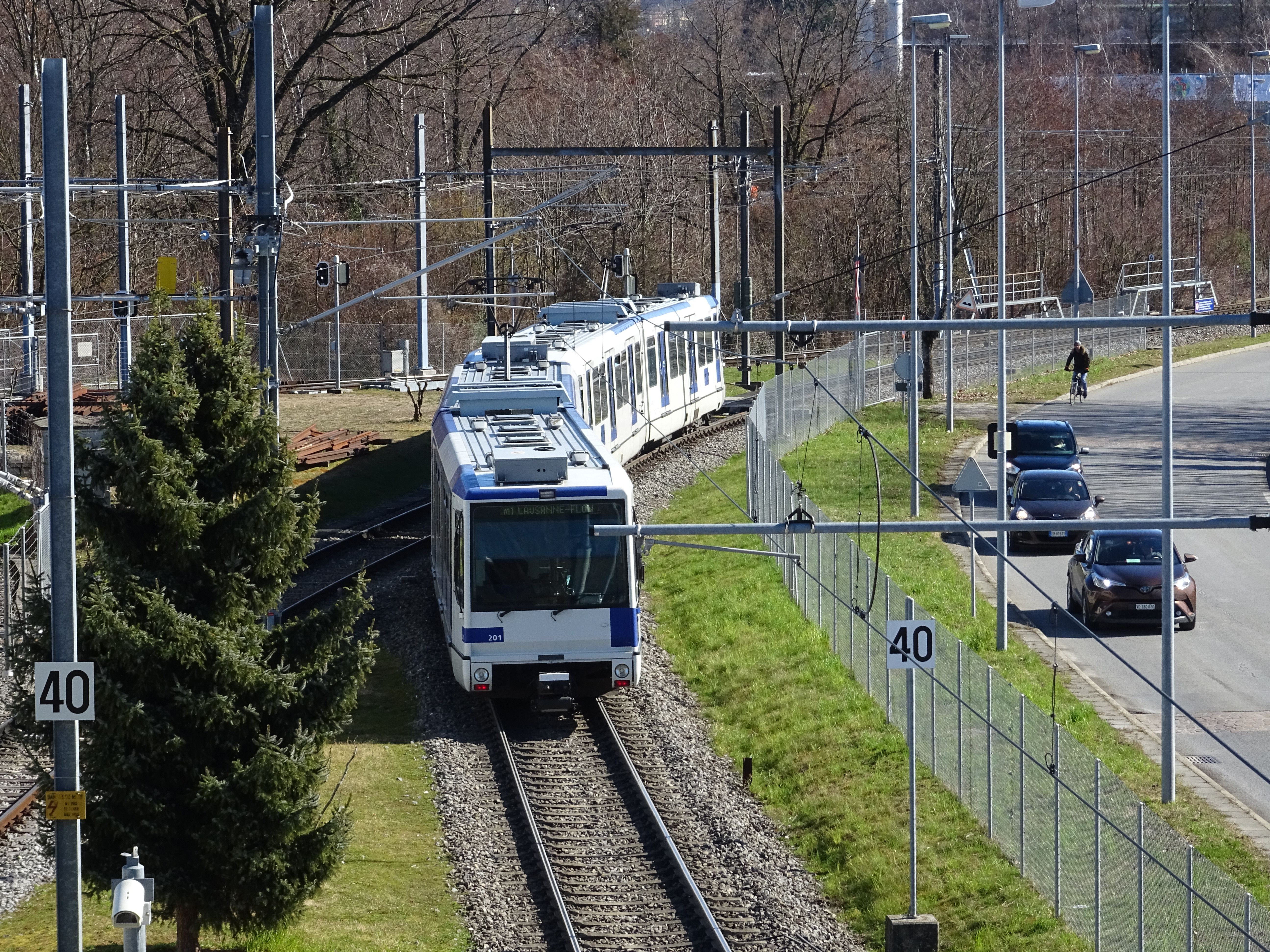
TL Bem 4/6 no 201 sortant de la station de l'EPFL en direction de Lausanne-Flon.